# Лю Бай-юй
Лю Бай-юй, урождённый Лю Юйцзан (кит. 劉白羽; 2 сентября 1916, Пекин — 24 августа 2005, там же) — китайский писатель
, сценарист, редактор. Лауреат Литературной премии Мао Дуня (1991).
Член компартии Китая с 1938 года. В 1931 добровольцем вступил в Красную армию Китая. Был военным корреспондентом.
Начало литературного творчества относится к периоду его учёбы  в средней школе Нанкин. Его первый рассказ «Ледяные небеса» (кит. 冰天) был опубликован в марте 1936 года в журнале «Литература» (кит. 文学). Его первый сборник рассказов «В прериях» (кит. 草原上) вышел в 1937 году.
В 1944 году занял пост редактора приложения к «Новой китайской газете» (кит. 新华日报) в Чунцине, а также написал большое количество рассказов о жизни в освобождённых районах. Будучи сотрудником информационного агентства «Синьхуа», принял участие в освобождении Северо-Восточного и Центрального Китая и написал об этом несколько рассказов и повестей. 
Свой военный опыт использовал в сценарии пропагандистского фильма «Победа китайского народа» (кит. 中国人民的胜利), за который получил Сталинскую премию. Во время Корейской войны дважды отправлялся на фронт и писал репортажи и рассказы о жизненном опыте, такие как «Прогресс Кореи в огне войны» (кит. 朝鲜在战火中前进) и «Клятва миру» (кит. 对和平宣誓).
Отстаивал ортодоксальную коммунистическую линию в вопросах литературы, выступал против «западных буржуазных ценностей», оказал большое влияние на китайскую литературу.

## Избранные публикации
- 1936 冰天
- 1953 为祖国而战
- 1955 战斗的幸福
- 1956 政治委员
- 1959 早晨的太
- 1983 红玛瑙集
- 1987 第二个太阳
- 1990–1994 心灵的历程 (трилогия)
- 1998 风风雨雨太平洋